# Ignition City
Ignition City,  es una serie limitada de cómic de ciencia ficción de cinco números; escrito por Warren Ellis e ilustrado por Gianluca Pagliarani, publicado por Avatar Press en 2009. Ellis concibió la historia en 2005. Después de un breve trabajo inicial en 2006, no se volvió a mencionar hasta después del lanzamiento de Aetheric Mechanics en 2008. Las inspiraciones para el proyecto incluyeron Flash Gordon y Buck Rogers, la serie de televisión Deadwood, la artista Magdalene Veen, la película Metrópolis, el Aeropuerto de Berlín-Tegel, el cuento 'Rocket Summer' de Ray Bradbury y los cómics The League of Extraordinary Gentlemen de Alan Moore, Dan Dare y su propio cómic Ministry of Space.

## Argumento
Ignition City es una ucronía dieselpunk ambientada en 1956. En esta línea de tiempo, la Segunda Guerra Mundial fue interrumpida por una invasión marciana. Como resultado, los viajes espaciales se convirtieron en algo común. Ignition City es el último puerto espacial de la Tierra; una isla artificial circular ubicada en aguas ecuatoriales. Los cohetes se lanzan desde un anillo de pórticos que rodean la isla, y el interior es un barrio pobre poblado por antiguos astronautas que se han quedado sin trabajo debido a la prohibición de los viajes espaciales en todo el planeta. La historia sigue a Mary Raven, una joven que viaja a Ignition City después de que su padre, un famoso astronauta llamado Rock Raven, muere allí.

## Personajes
- Rock Raven: astronauta británico, veterano de campañas contra los marcianos muerto en Ignition City.
- Mary Raven: ex astronauta e hija del anterior. Llega a Ignition City para investigar la muerte de su padre.
- Lionel 'Buster' Crabb: funcionario del gobierno británico, amigo de Mary y su padre.
- Lightning Bowman: uno de los primeros tres humanos en el espacio, ahora abandonado en Ignition City.
- Gayle Ransom: ex amante de Lighting Bowman y otra de los tres primeros humanos en el espacio, ahora propietaria de un bar y traficante de armas en Ignition City.
- Dr. Dragomir Vukovic: otro de los primeros tres humanos en el espacio, construyó la nave espacial original con piezas de chatarra.
- Kharg el asesino: dictador del planeta Khargu y aliado de Adolf Hitler, quien fue derrotado por Lightning Bowman, Gayle Ransom y Doc Vukovic.
- Bronco: cliente borracho en el bar de Gayle Bowman.
- Piet Vanderkirk: exmiembro de la Patrulla Solar de la Armada Real de los Países Bajos en el Destacamento Plutón. Mano derecha de Gayle Bowman.
- Yuri: «el mayor cosmonauta de Rusia», desde entonces repudiado y abandonado en Ignition City.
- Mariscal Pomeroy: corrupto representante de la ley de Ignition City.